# Hésingue
Hésingue är en kommun i departementet Haut-Rhin i regionen Grand Est (tidigare regionen Alsace) i nordöstra Frankrike. Kommunen ligger i kantonen Huningue som tillhör arrondissementet Mulhouse. År 2022 hade Hésingue 2 902 invånare.

## Befolkningsutveckling
Antalet invånare i kommunen Hésingue
| Referens: INSEE |